# Simon Sezemsky
Simon Sezemsky (* 28. Juni 1993 in München) ist ein deutscher Eishockeyspieler, der seit Juli 2024 erneut bei den Ravensburg Towerstars aus der DEL2 unter Vertrag steht und dort auf der Position des Verteidigers spielt. Zuvor war Sezemsky unter anderem für die Augsburger Panther, Iserlohn Roosters und Löwen Frankfurt in der Deutschen Eishockey Liga (DEL) aktiv.

## Karriere

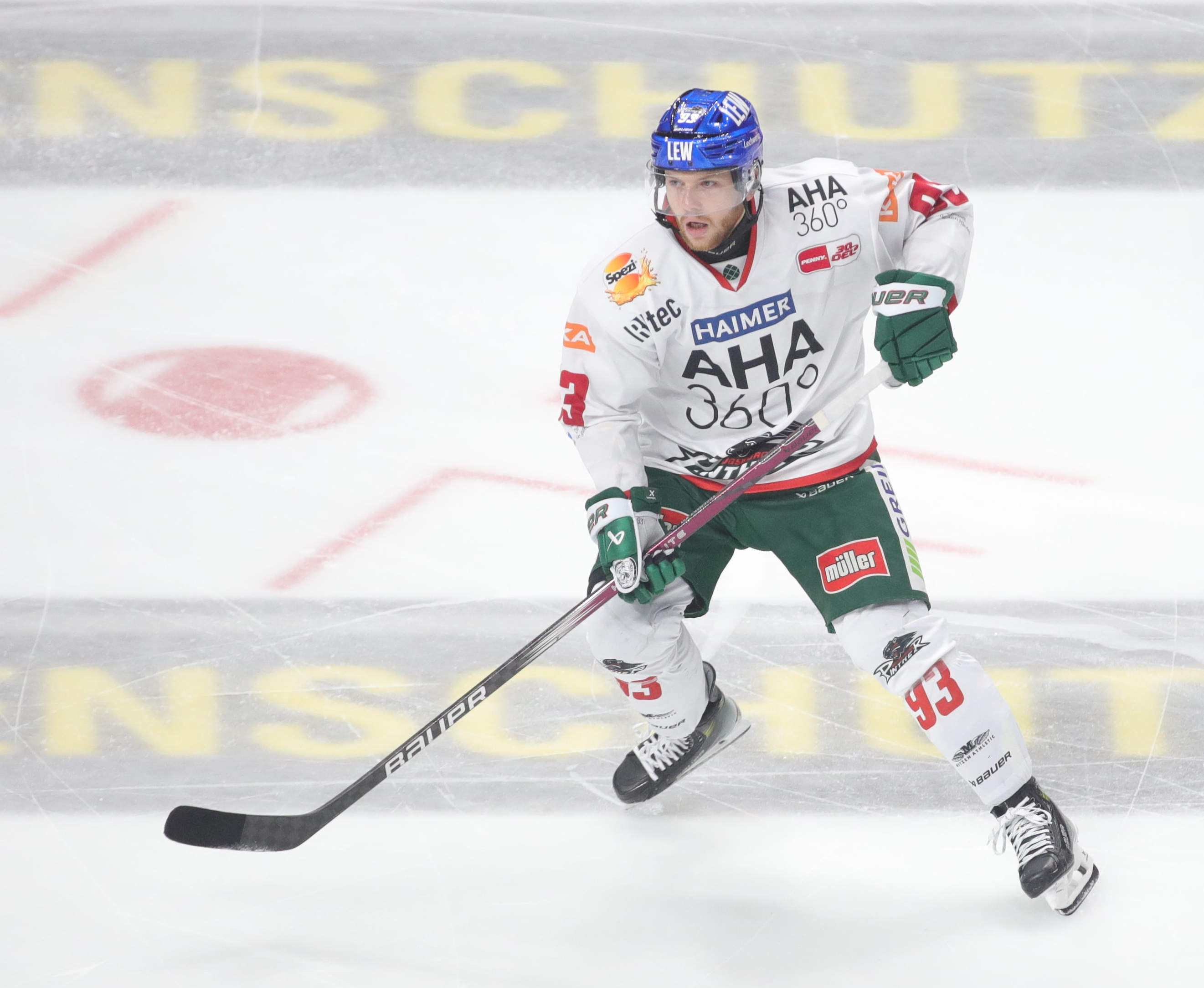
Sezemsky im Trikot der Augsburger Panther (2023)

Simon Sezemsky begann seine Karriere im Nachwuchs des EV Füssen, mit dessen U18-Mannschaft er 2010 die Meisterschaft in der Jugend-Bundesliga und den Aufstieg in die Deutsche Nachwuchsliga feierte. In der Saison 2011/12 wurde er erstmals in der ersten Mannschaft eingesetzt. Er absolvierte 41 Partien in der Oberliga, in denen er 20 Scorerpunkte erzielte. Die folgenden vier Spielzeiten bis 2016 verbrachte er bei den Ravensburg Towerstars in der 2. Bundesliga bzw. DEL2.  
Im Sommer 2016 wurde Sezemsky vom Kooperationspartner der Towerstars in der Deutschen Eishockey Liga (DEL), den Augsburger Panthern, verpflichtet. So kam er in der Saison 2016/17 zu seinen ersten fünf DEL-Spielen, sammelte per Förderlizenz aber weiterhin in Ravensburg sowie beim Oberligisten ERC Sonthofen Spielpraxis. Ab der Saison 2017/18 entwickelte er sich schließlich zum Stammspieler in der DEL und steigerte Jahr für Jahr seine Punkteausbeute. Mit zehn Toren und 15 Vorlagen war er in der Spielzeit 2018/19, in der er mit Augsburg ins Halbfinale der Playoffs einzog, der erfolgreichste deutsche Scorer seiner Mannschaft. Ein Jahr später, in der Saison 2019/20, schoss er sogar 15 Treffer – so viele wie kein anderer Verteidiger der Liga. Acht Mal kam er auch in der Champions Hockey League zum Einsatz. 
Nach vier Jahren in Augsburg wechselte Sezemsky zur Saison 2021/22 innerhalb der Liga zu den Iserlohn Roosters. Nachdem er dort mit nur fünf Punkten aus 36 Spielen hinter den Erwartungen zurückblieb, wurde sein Vertrag im Juni 2022 aufgelöst. Anschließend unterzeichnete er einen Vertrag bei den Löwen Frankfurt. Zur Saison 2023/24 schließlich kehrte er nach Augsburg zurück. Wegen einer Oberkörperverletzung aus der Vorbereitung verpasste der Verteidiger die Anfangsphase der Spielzeit. In seinen 27 Einsätzen blieb er anschließend erstmals überhaupt in einer DEL-Saison torlos und belegte mit den Panthern den letzten Tabellenplatz.
Zur Saison 2024/25 entschied sich der Abwehrspieler zu einem Wechsel zu den Ravensburg Towerstars in die DEL2, wo er bereits zwischen 2012 und 2017 unter Vertrag gestanden hatte. Bereits im Januar 2025 wurde der auslaufende Vertrag Sezemskys vorzeitig bis zum Sommer 2026 verlängert.

### International
Im April 2018 wurde Simon Sezemsky im Rahmen der Vorbereitung auf die Weltmeisterschaft erstmals für die deutsche Nationalmannschaft nominiert. Er wurde in vier Partien im Rahmen der Euro Hockey Challenge 2018 eingesetzt, bevor er aus dem Kader gestrichen wurde. Auch in den folgenden drei Spielzeiten lief er immer wieder für die Nationalmannschaft auf und vertrat sein Land unter anderem beim Deutschland Cup 2018 und 2019. Seine letzten von bislang 17 Länderspielen absolvierte er im April 2021.

## Erfolge und Auszeichnungen
- 2010 Meister der Jugend-Bundesliga mit dem EV Füssen
- 2010 Bester Torschütze der Jugend-Bundesliga-Hauptrunde

## Karrierestatistik
Stand: Ende der Saison 2024/25
(Legende zur Spielerstatistik: Sp oder GP = absolvierte Spiele; T oder G = erzielte Tore; V oder A = erzielte Assists; Pkt oder Pts = erzielte Scorerpunkte; SM oder PIM = erhaltene Strafminuten; +/− = Plus/Minus-Bilanz; PP = erzielte Überzahltore; SH = erzielte Unterzahltore; GW = erzielte Siegtore; 1 Play-downs/Relegation; Kursiv: Statistik nicht vollständig)

## Familie
Simon Sezemskys neun Jahre jüngerer Bruder Tim Sezemsky ist ebenfalls professioneller Eishockeyspieler und hat in der Saison 2020/21 sein Debüt für die Ravensburg Towerstars in der DEL2 gegeben.